# Zeuneriana marmorata
Zeuneriana marmorata is een rechtvleugelig insect uit de familie sabelsprinkhanen (Tettigoniidae). De wetenschappelijke naam van deze soort is voor het eerst geldig gepubliceerd in 1853 door Fieber.
1. ↑  (en) Zeuneriana marmorata op de IUCN Red List of Threatened Species.